# جوسيف بيترز
جوسيف بيترز (بالألمانية: Josef Peters)‏ هو سائق فورمولا 1 ومهندس ألماني، ولد في 16 سبتمبر 1914 في دوسلدورف في ألمانيا، وتوفي بنفس المكان في 24 أبريل 2001.